# Tupaia de cua emplomallada
La tupaia de cua emplomallada (Ptilocercus lowii) és una espècie de tupaia de la família dels ptilocèrcids. Viu a altituds d'entre 0 i 1.200 msnm a Brunei, Indonèsia, Malàisia i Tailàndia. És l'única tupaia nocturna. El seu hàbitat natural són els boscos, tant primaris com secundaris, així com els jardins. És una espècie en risc mínim, és a dir, no sembla que hi hagi cap amenaça significativa per a la seva supervivència. Fou anomenat en honor del funcionari britànic Hugh Low.